# اوئنو

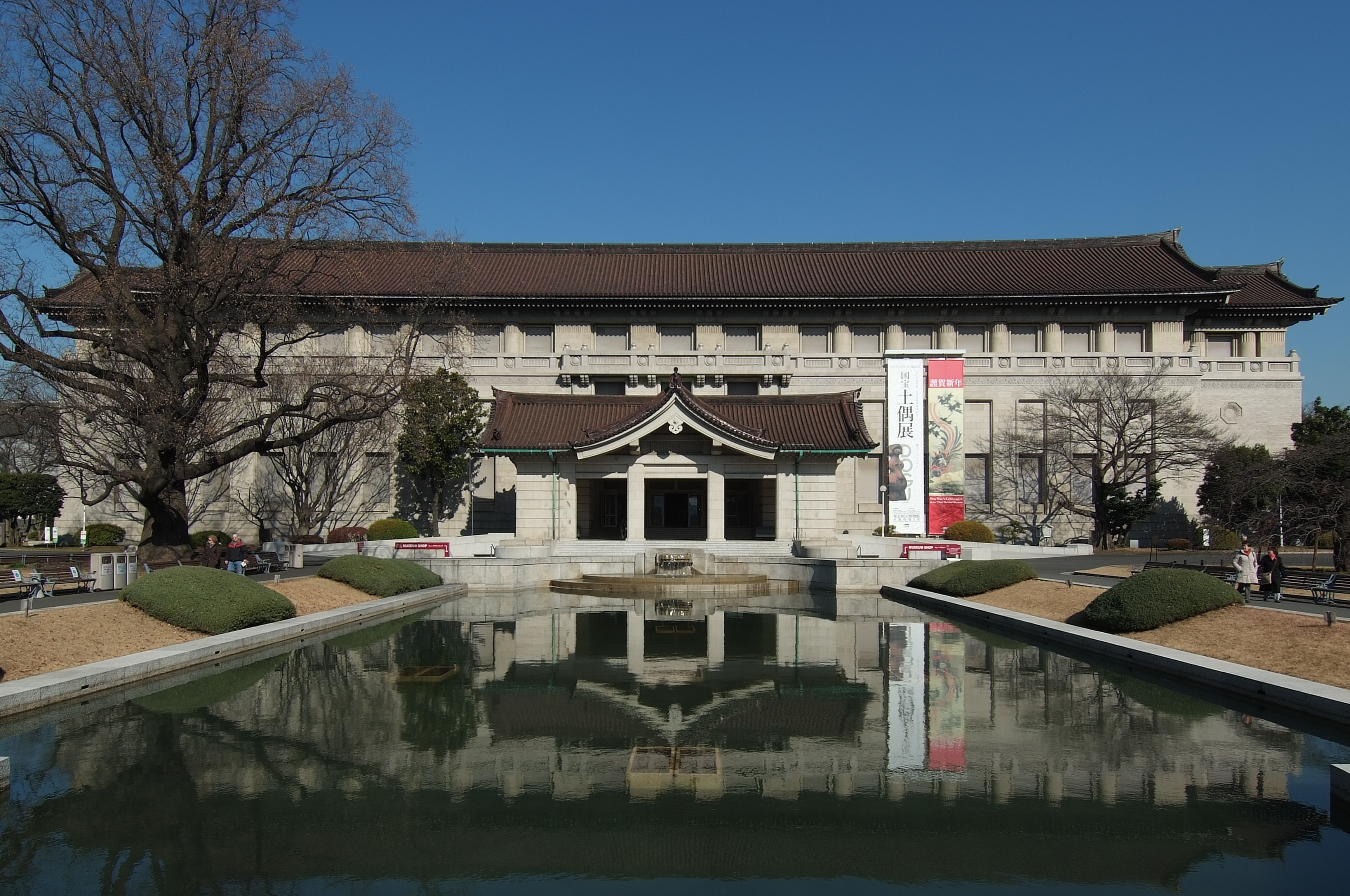
موزه ملی توکیودر اوئنو

اوئنو (به ژاپنی: 上野 Ueno) در منطقهٔ تایتو در توکیو پایتخت ژاپن واقع شده‌است. اوئنو به هفت قسمت تقسیم شده‌است.

## مکان‌های معروف
- پارک اوئنو - این پارک در سال ۱۸۷۳ میلادی افتتاح شده است و عنوان اولین پارک عمومی ژاپن را دارد.
- باغ‌وحش اوئنو
- موزه ملی توکیو
- موزه ملی علمی - بزرگترین موزه علمی ژاپن است و در آن مجموعه‌ای بقایای دایناسورها به نمایش گذاشته شده‌است.
- موزه ملی هنر غرب
- موزه هنری اوئنو
- موزه هنری موری اوئنو
- دانشگاه هنر اوئنو
- کتابخانه بین‌المللی کودکان

## دسترسی بهایستگاه اوئنو
- خطوط راه آهن
  - ■خط یامانوته
  - ■خط که‌ایهین-توهوکو
  - ■خط اوتسونومیا
  - ■ خط تاکاساکی
  - ■خط جوبان
  - خط گینزا
  - خط هیبیا

## نگارخانه

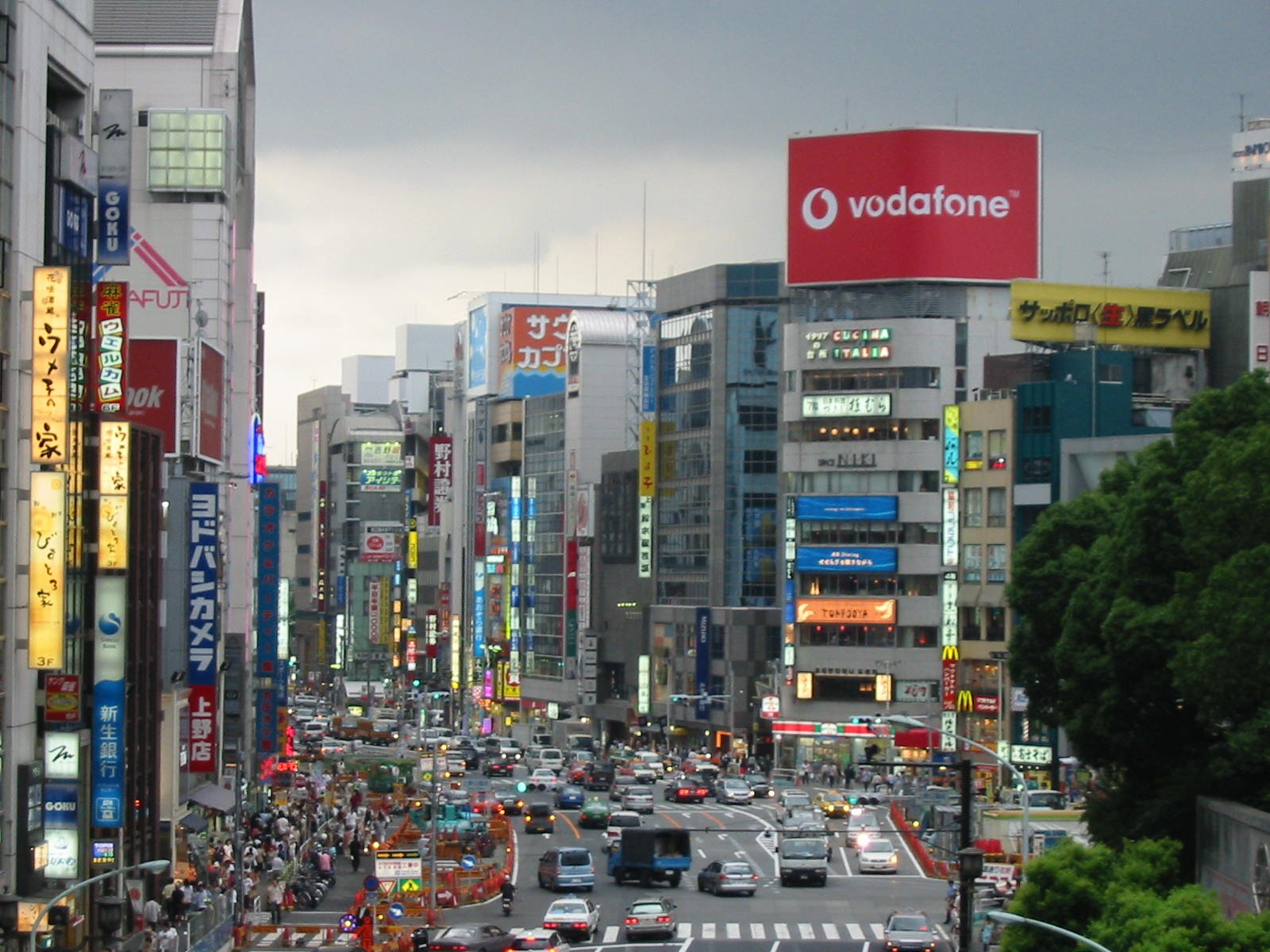
اوئنو
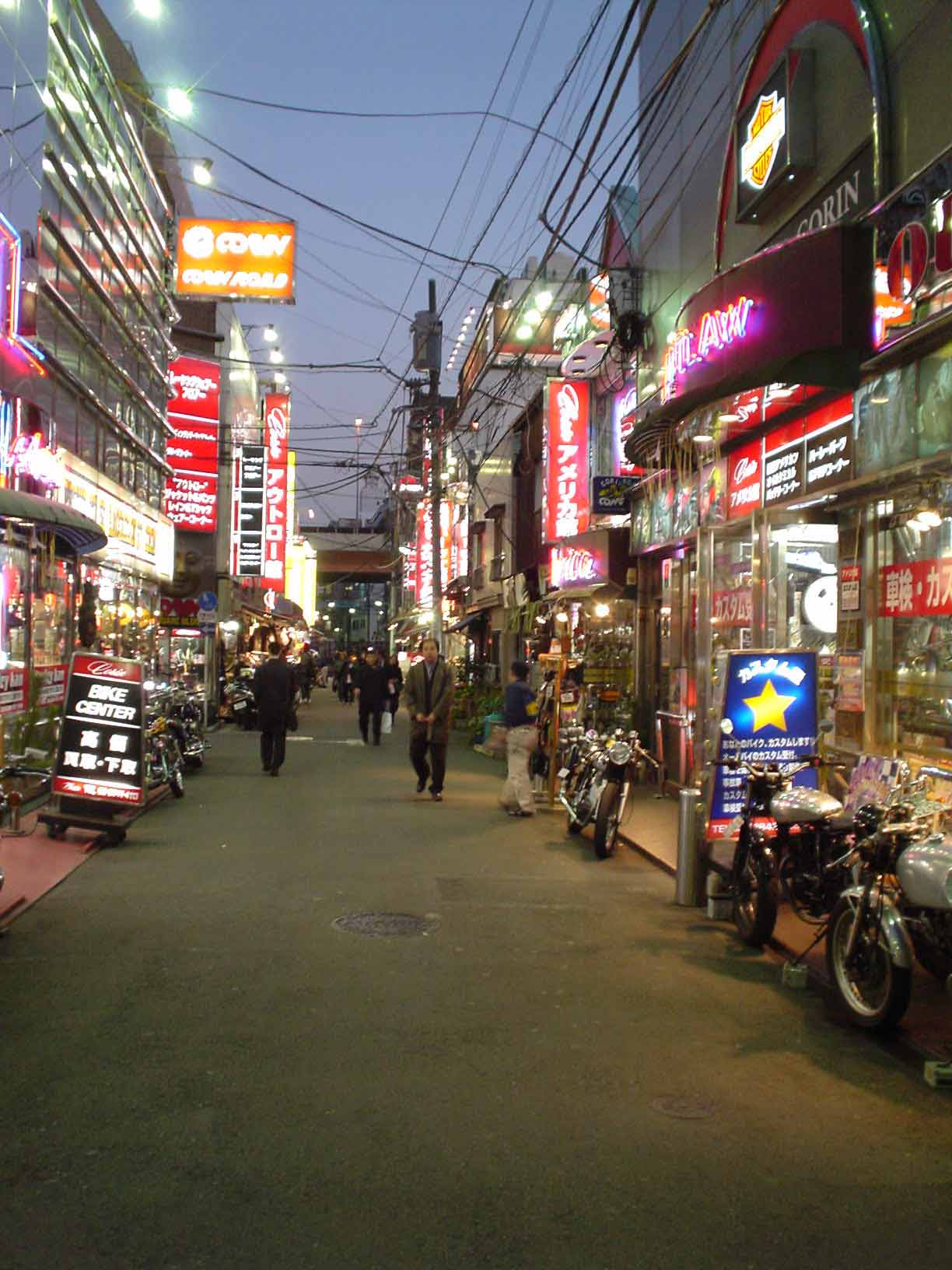
اوئنو